# César Peralta
César Augusto Peralta Aguilar (Chimbote, 18 de octubre de 1948) es un exfutbolista peruano. Se desempeñó en la posición de volante.

## Trayectoria
Jugó como volante en los clubes Atlético Defensor Lima, Universitario de Deportes, CNI y Sport Boys Association. 
Formó parte de la Selección de fútbol del Perú, participando en el Torneo Pre Olímpico de 1971 realizado en Colombia y fue parte del plantel que obtuvo el campeonato en la Copa América 1975, por lo que recibió los Laureles Deportivos.

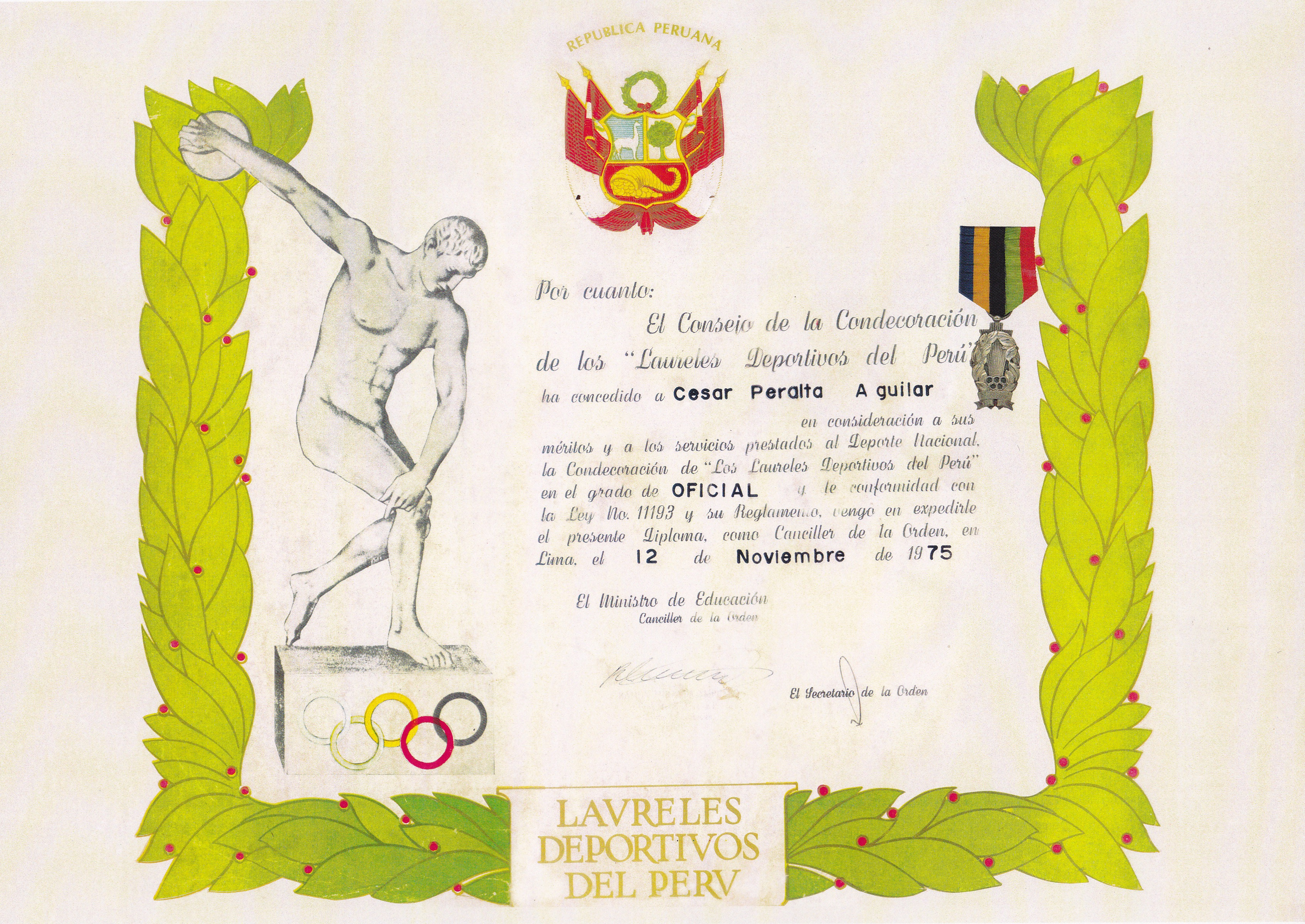
Laureles Deportivos 1975.

## Clubes

### Como jugador
| Club                      | País | Año       |
| ------------------------- | ---- | --------- |
| José Gálvez               | Perú | 1966−1968 |
| Defensor Lima             | Perú | 1969−1973 |
| Universitario de Deportes | Perú | 1974−1975 |
| CNI de Iquitos            | Perú | 1976      |
| Sport Boys                | Perú | 1979−1985 |

### Como asistente técnico
| Club       | País | Año       |
| ---------- | ---- | --------- |
| Sport Boys | Perú | 1977−1978 |

## Palmarés

### Campeonatos nacionales
| Título           | Club          | País | Año  |
| ---------------- | ------------- | ---- | ---- |
| Primera División | Defensor Lima | Perú | 1973 |
| Primera División | Universitario | Perú | 1974 |
| Primera División | Sport Boys    | Perú | 1984 |

#### Copas internacionales
| Título       | Equipo             | País | Año  |
| ------------ | ------------------ | ---- | ---- |
| Copa América | Selección del Perú | Perú | 1975 |